# Lortel Archives
Lortel Archives (Internet Off-Broadway Database, IOBDb) — онлайн база данных театральных постановок, актеров, театров и пр. условного офф-Бродвея (off-Broadway — профессиональные театры в Нью-Йорке вместимостью от 100 до 499 мест). Управляется фондом Люциллы Лортель (Lucille Lortel).
База собирает и хранит информацию о спектаклях, открытых как для критиков, так и для широкой публики и продержавшихся в репертуаре театра не менее недели.